# Кук, Уильям Бридж
Уильям Бридж Кук (англ. William Bridge Cooke, 1908—1991) — американский миколог и ботаник.

## Биография
Родился 16 июля 1908 года в Фостерсе (штат Огайо) в семье садовода Уильяма Томаса Хантера Кука и его супруги Кэтрин Мэй Бридж-Кук. В 1928 году поступил в Университет Цинциннати. Некоторое время — в Калифорнийском университете в Беркли. В 1937 году окончил Университет Цинциннати со степенью бакалавра по ботанике. В 1939 году защитил магистерскую работу под руководством Дональда Филипа Роджерса в Колледже штата Орегон.
С 1942 года был женат на Вивиан Мари Гринволд.
В 1950 году под руководством Рексфорда Добенмайра защитил диссертацию доктора философии в Колледже штата Вашингтон. До 1969 года Кук работал микологом в Санитарном инженерном центре имени Роберта Тэфта в Цинциннати.
Впоследствии являлся научным сотрудником Университета Цинциннати и Университета Майами.
Член Микологического общества Америки, Британского микологического общества, Экологического общества Америки, Ботанического общества Америки, Бриологического общества Америки, Американского папоротникового общества, Американской ассоциации систематиков растений и других научных обществ.
Скончался 30 декабря 1991 года в Цинциннати.

## Некоторые научные публикации
- Cooke W. B. Flora of Mount Shasta (англ.) // American Midland Naturalist[англ.] : journal. — University of Notre Dame, 1940. — Vol. 23. — P. 497—572.
- Cooke W. B. Fungi of Mount Shasta (1936—1951) (англ.) // Sydowia[англ.]. — 1955. — Vol. 9. — P. 94—215.
- Cooke W. B. The genera Serpula and Meruliporia (англ.) // Mycologia : journal. — Taylor & Francis, 1957. — Vol. 49. — P. 94—215.
- Cooke W. B. The ecology of fungi (неопр.) // Botanical Review. — 1958. — Т. 24. — С. 342—429.
- Cooke W. B. The genera of pore fungi (англ.) // Lloydia[англ.]. — 1959. — Vol. 22. — P. 163—207.
- Cooke W. B. The Cyphellaceous fungi (англ.) // Sydowia[англ.]. — 1961. — Vol. 4. — P. 1—144.
- Cooke W. B. A taxonomic study in the "Black Yeasts" (англ.) // Mycopathologia et Mycologia Applicata[англ.] : journal. — 1962. — Vol. 17. — P. 1—41.

## Роды и виды растений и грибов, названные именем У. Кука
- Bricookea M.E.Barr, 1982 — Leptosphaeria Ces. & De Not., 1863, nom. cons.
- Bahusakala cookei M.B.Ellis, 1976 — Sporophiala cookei (M.B.Ellis) P.M.Kirk, 1982
- Choiromyces cookei Gilkey, 1954
- Clathrospora cookei Wehm., 1952 — Platysporoides cookei (Wehm.) Shoemaker & C.E.Babc., 1992
- Glyceria cookei Swallen, 1941 — Glyceria declinata Bréb., 1859
- Microsporum cookei Ajello, 1959
- Phacelia cookei Constance & Heckard, 1970
- Phaeosphaeria cookei Shoemaker & C.E.Babc., 1989